# Longan-slægten
Longan ((Dimocarpus) fra kinesisk 龙眼, lóngyǎn, der direkte oversat betyder drageøjne) er en slægt med ca. 20 arter, der er udbredt i Kina, Sydøstasien, Indonesien, Ny Guinea og Australien. Det er store, stedsegrønne træer med finnede blade. De enkelte blomster er uanselige, men da de er samlet i store klaser, ses de alligevel let. Frugten er en oval stenfrugt med en enkelt, sort kerne, saftigt og hvidt frugtkød og en tynd, rød eller orange hud.
Træet bærer frugter på samme tidspunkt som litchi. Det har navnet fordi frugterne ligner øjne. Når man skræller den er frugten rund og hvid, med en sort sten i midten der ligner en pupil.
| Beskrevne arter |

- Longan (Dimocarpus longan)

| Andre arter |

- Dimocarpus australianus
- Dimocarpus confinis
- Dimocarpus dentatus
- Dimocarpus foveolatus
- Dimocarpus fumatus
- Dimocarpus gardneri
- Dimocarpus yunnanensis